# Anthidiellum transversale
Anthidiellum transversale är en biart som beskrevs av Pasteels 1984. Anthidiellum transversale ingår i släktet Anthidiellum och familjen buksamlarbin. Inga underarter finns listade i Catalogue of Life.